# Lise Balcer
Pour les articles homonymes, voir Balcer.
Lise Balcer, née le 4 août 1949 à Montréal, est une militante indépendantiste québécoise ayant appartenu au Front de libération du Québec (FLQ), un groupe terroriste indépendantiste. Balcer est la nièce de l'ancien député conservateur et solliciteur général du Canada, Léon Balcer. Elle est également l'arrière-petite-fille du premier ministre québécois Honoré Mercier.
Lors des procès ayant suivi la crise d'Octobre 1970, son refus de témoigner devant la cour tant que les femmes n'auraient pas le droit d'être membre d'un jury précède de quelques mois l'adoption d'une loi québécoise reconnaissant ce droit.

## Biographie

### Enfance et formation
Lise Balcer naît le 4 août 1949 à Montréal. Elle est issue d'une famille de cinq enfants. Elle est la petite-fille d'Honoré Mercier (fils) (1875-1937), ministre libéral, et l'arrière-petite-fille d'Honoré Mercier (1840-1894), le 9e premier ministre du Québec (1887-1891), et du poète Louis Fréchette. Lise Balcer est également la nièce de Léon Balcer, ministre conservateur sous le premier ministre fédéral John Diefenbaker, et cousine du scénariste René Balcer. Elle perd son père lorsqu'elle a huit ans.
Durant l'enfance de Lise Balcer, sa famille déménage fréquemment, en Floride, à Québec et à Saint-Sauveur notamment, avant de revenir s'installer à Montréal. Lise Balcer travaille à la Banque royale puis chez Bell Téléphone avant d'entamer des études au Collège Lionel-Groulx, à Saint-Jérôme. En 1968, dans le contexte des mouvements étudiants internationaux, elle participe à l'occupation de son cégep.

### Militantisme et Front de libération du Québec (FLQ)

#### La maison du pêcheur
Bien qu'elle ait fait ses premières armes en tant que militante au Collège Lionel-Groulx, c'est à la Maison du pêcheur que Lise Balcer s'engage véritablement. Cet établissement, fondé à Percé (Gaspésie) en 1969, prend la forme d'une auberge de jeunesse. Il devient un centre névralgique pour plusieurs jeunes militants indépendantistes québécois au tournant des années 1970. À l'époque, Lise Balcer est notamment inspirée par les républicains espagnols et le Mouvement de libération nationale-Tupamaros. Cinquante ans après la crise d'Octobre, elle témoigne de cette effervescence:  

« On a décidé de se rendre là-bas sur le pouce, et c'est là que j'ai rencontré le gang de la Maison du pêcheur. Je n'étais pas une intellectuelle: j'aimais débattre, analyser, mais mon désir de révolution, ça me venait de ma volonté de combattre les injustices. J'avais seulement 19 ans, mais c'était à l'intérieur de moi depuis longtemps. Instinctivement, je sentais qu'il y avait des affaires qui ne marchaient pas au Québec, qu'on avait de très bonnes raisons de se tenir debout. Alors pour ça, la Maison du pêcheur a été extraordinaire. Je souhaite à tout le monde, à tous les jeunes de vivre ça. C'est là que j'ai fait ma formation politique, dans cette effervescence. C'était mon incubateur. »

C'est à la Maison du pêcheur que Lise Balcer rencontre notamment Paul Rose, Jacques Rose et Francis Simard, avec qui elle forme un nouveau réseau du FLQ à l'automne 1969. Au début de mars 1970, la jeune militante du FLQ de 21 ans accompagne Paul Rose au 5630, rue Armstrong, à Saint-Hubert, sur la Rive-Sud de Montréal, pour louer la maison qui deviendra le lieu de séquestration de Pierre Laporte lors des événements de la crise d'Octobre. Pour cette opération, Lise Balcer et Paul Rose adoptent les pseudonymes de Lise et Paul Blais, et se font passer pour un couple récemment marié et à la recherche de leur première maison. En juin 1970, lors de la descente de police à la ferme du FLQ, « le petit Québec libre », à Sainte-Anne-de-la-Rochelle, Balcer se cache au deuxième étage avec Paul Rose, Jacques Rose et Jacques Lanctôt, et échappe aux policiers. Pendant ce temps, Suzanne Lanctôt, Francis Simard et Marc Carbonneau rencontrent les policiers et leur donnent des faux noms.
À l'été 1970, épuisée par la clandestinité, Lise Balcer retourne en Gaspésie et contribue à fonder une seconde Maison du pêcheur, «La Maison du pêcheur libre». L’auberge crée à nouveau des problèmes avec la municipalité qui tente de les expulser et on les accuse de désordre dans un endroit public. Le célèbre avocat Robert Lemieux descend en Harley-Davison à Percé pour les défendre pendant leur comparution. Soixante-dix jeunes envahissent la salle et s’emparent du palais de justice ce que le journal Photo-Police qualifie de « plus grand show judiciaire de l’année. On décide d’annuler les accusations et Lise Balcer retourne à Montréal à la fin de la saison touristique. Elle apprend quelques jours après que l'auberge de jeunesse a été incendiée en son absence.

#### La crise d'octobre 1970
En octobre 1970, la crise d'Octobre éclate, alors que la cellule Libération, menée par Jacques Lanctôt, kidnappe le diplomate britannique James Richard Cross le 5 octobre 1970. Balcer est très critique de cette initiative: «Quand la cellule Libération kidnappe Cross, on est tous en tabarnack. On lui avait dit, à Lanctôt: «Ne faites pas les fous», mais ils ont décidé d'enlever Cross quand même. C'était beaucoup trop tôt et ce n'était pas assez pesant.» Balcer prend la route pour en savoir plus sur les causes de l'incendie de la Maison du Pêcheur et sera appréhendée à proximité de Matane le 16 octobre suivant, alors que le gouvernement a décrété la Loi sur les mesures de guerre. C'est à la radio qu'elle apprend la mort du ministre Pierre Laporte aux mains de la cellule Chénier. Cinquante ans après les faits, Balcer privilégie la thèse de l'accident:  

« Encore aujourd'hui, je continue de croire à un accident plutôt qu'à une exécution. Simard, Lortie, les frères Rose, je les ai tous connus, je les ai vus dans toutes sortes de situations: c'était loin d'être des bandits ou des assassins. Ils ont peut-être décidé  [d'assumer la responsabilité] de sa mort parce qu'ils avaient décidé d'aller jusqu'au bout. »

Elle est ensuite transférée et détenue « incommunicado » au 4e étage de la prison de Parthenais à Montréal. Lors des interrogatoires, elle se fait menacer par les policiers d’être incarcéré dans un institut psychiatrique si elle ne répond pas. Elle y rencontre Lise Rose, la sœur des frères Rose et elles décident d’enclencher une grève de la faim. Toutes les deux sont transférées à la prison pour femme de Tanguay.

#### Un procès historique
Après les événements d'Octobre 1970, Balcer est appelée à témoigner lors du procès de Paul Rose. Or, à l'époque, le Québec est l'une des deux juridictions provinciales, avec Terre-Neuve, interdisant aux femmes d'être jurées. Pour dénoncer cet état de fait, elle refuse de témoigner contre Rose en déclarant que si les femmes sont « trop niaiseuses pour être jurées », elle-même est « trop niaiseuse pour témoigner ». Elle lance ensuite le code « c’est discriminatoire! » C’est à ce moment que les sept femmes du Front de libération des femmes du Québec (FLF) présentent dans la salle se lèvent en même temps en criant « la justice c'est de la marde » et se précipitent sur le banc des jurés laissés vacant. La cour est complètement déstabilisée. Lise Balcer est sortie de la salle et les sept femmes écopent chacune d'une peine d'un à deux mois de prison par le juge Marcel Nichols. Lise Balcer est condamnée à trois mois de prison pour outrage au tribunal pour refus de témoigner.
L'opération femmes-jurées choque plusieurs médias, comme en témoigne le grand titre du 2 mars 1971 du journal Montréal-Matin : «Sept femmes en furie se jettent en hurlant dans le box des jurés». Quelques mois plus tard, le 17 juin 1971, le gouvernement de Robert Bourassa adopte une loi permettant aux femmes d’être membres d’un jury.

### Après le FLQ
Épuisée par les évènements d'Octobre, Lise Balcer passe du temps au Maroc et en France avant de revenir enseigner au Québec. Elle est aujourd'hui à la retraite. Elle témoigne de son expérience dans le documentaire audio Debouttes! (2019) de Jenny Cartwright  ainsi que dans le documentaire Les Rose (2020) de Félix Rose.